# 金子雅一
金子 雅一（かねこ まさいち、1949年10月16日 - ）は、日本の木工塗装工。
欧米のアンティーク家具や日本の伝統技法を用いた家具の補修・復元に精通している。特に、蒔絵や螺鈿、象嵌などの装飾技法を含む修復作業を得意とする。

## 来歴
東京都荒川区出身。
1968年に東京デザイン専門学校に入学し、卒業後、木工塗装会社に就職。約2年間の修業を経た後、複数の会社でさらに5年間の経験を積む。
27歳のとき、家業である有限会社精工塗装所を4代目として継承。
1994年には、国の要請を受けてロシアで技術指導を行った。また、東京木工塗装技能士会会長や中央技能士検定委員を務め、技術の普及に努めるとともに、東京都技術専門校の講師として後進の指導育成に携わっている。
2017年には「現代の名工」に選定された。
- 東京木工塗装技能士会　前会長[1]
- 全技連マイスター
- 東京マイスター
- 荒川マイスター
- ロシア極東国立工科大学講師

## 人物
木工塗装は単に塗料をかぶせて終わる性質ものではなく、素材に合わせた仕上げが不可欠であると述べている。金子はそうした技法の後継者が減っていることを憂慮し、東京木工塗装技能士会で2008年からコンクールを開催している。

## 主な制作実績
- 国会議事堂議長台
- 議員会館の調度品
- 旧前田家本邸(洋館)の家具修復[4]